# Bernard Bizjak
‎Bernard Bizjak-Kostja, slovenski partizan, častnik in generalmajor JLA, * 8. maj 1921, Brezovica pri Ljubljani, † 2002.
Bizjak je bil pred drugo svetovno vojno delavec. V KPS in NOB je vstopil 1941. V partizanih je opravljal številne visoke funkcije, med drugim je bil politični komisar bataljona, brigade in 18. divizije. Po končani vojni je še naprej opravljal politične funkcije v enotah JLA. Bil je politični komisar brigade in pomočnik poveljnika vojaškega področja. V Beogradu je 1956 končal Vojaško akademijo kopenske vojske JLA.
General Bizjak je nosilec partizanske spomenice 1941.